# Страстите на Дженифър
„Страстите на Дженифър“ (на английски: Jennifer's Body) е американска хорър комедия от 2009 г. на режисьора Карин Кусама, по сценарий на Диабло Коуди. Във филма участват Меган Фокс, Аманда Сайфред, Джони Симънс, Джей Кей Симънс, Ейми Седарис и Ейдриън Броуди. Премиерата на филма е на 34-ият годишен Международен филмов фестивал в Торонто през 2009 г. и е пуснат в Съединените щати и Канада на 18 септември 2009 г.

## В България
В България филмът е излъчен по Би Ти Ви Синема през 2015 г. Ролите се озвучават от Елена Русалиева, Ева Демирева, Илиян Пенев, Николай Николов и Васил Бинев. Режисьор на дублажа е Михаела Минева. Дублажът е на студио Медиа Линк.